# Manuela Cobo
Manuela Cobo (Espeluy, 1964) es una política española militante del Partido Socialista Obrero Español de Andalucía  (PSOE-A), que actualmente ocupa la alcaldía de Espeluy en Jaén.

## Biografía
Desde siempre tuvo clara su ideología política socialista, afiliándose al PSOE en 1990, siendo suplente en las elecciones municipales de 1995 y ocupando el puesto número 5 en las elecciones municipales de 1999, logrando su acta de concejal. En 2003 ocupó el puesto número 4 obteniendo de nuevo su acta de concejal. Aquel año con la llegada de Pedro Bruno a la alcaldía fue nombrada segunda teniente de alcalde y concejala de cultura, puesto que mantuvo hasta que en 2008 fue nombrada primera teniente de alcalde, manteniendo sus responsabilidades al frente del área de cultura. En 2011 ocupó el número 2, logrando de nuevo su acta de concejal, siguiendo sus responsabilidades en el ayuntamiento. En 2015 logró de nuevo su acta, aunque un mes después Pedro pasa a la Diputación provincial, viéndose obligado a dejar la alcaldía, siendo ella nombrada alcaldesa, al ser la primera teniente de alcalde,
siendo la primera mujer en ocupar la alcaldía de Espeluy.

## Cargos desempeñados
- Alcaldesa de Espeluy (2015-presente)
- Concejala del Ayuntamiento de Espeluy (2011-2015)

| Predecesor: Pedro Bruno Cobo | Alcaldesa de Espeluy 2015-presente              | Sucesor: En el cargo |
| Predecesor:                  | Concejala del Ayuntamiento de Espeluy 1999-2015 | Sucesor:             |